# أليس كبير الثمار
الأليس كبير الثمار نوع نباتي يتبع جنس الأليس من الفصيلة الصليبية.

## البيئة والانتشار
موطنه جنوب إسبانيا وفرنسا وأندورا التي تقع بينهما